# Église Saint-Sernin de Cazes
L'église Saint-Sernin de Cazes (ou Saint-Saturnin) est une église catholique située à Puy-l'Évêque, en France.

## Localisation
À l'origine, l'église aurait été une simple annexe de l'église de Duravel. Sa première mention se trouve dans le registre d'Arnal de Salas, notaire à Puy l'Évêque en 1289.

## Historique
La plus grande partie de la nef a probablement due être construite au XIe siècle mais le chevet, le portail et la rose placée au-dessus sont de la fin du XVe siècle ou du début du XVIe siècle.
En 1773, l'évêque de Cahors demande de faire examiner la résistance de l'église et de réparer la voûte d'arêtes et le pavement de la nef.
Les fenêtres, les voûtes et le pavement de la nef, la toiture et le clocher ont dû être réalisés après l'ordonnance de l'évêque de 1787 comme indiqué sur la voûte.
En 1995, l'église a été fermée au public en raison de fissures constatées sur sa voûte. Pour restaurer l'église, une association, Cazes Notre Église Romane, s'est créée. En 2008 la restauration de la voûte a été entreprise par la ville de Puy-l'Évêque.
L'église est située dans le département français du Lot, à Cazes, sur le territoire de la commune de Puy-l'Évêque.
L'édifice a été inscrit au titre des monuments historiques le 9 juillet 2003.

## Description
L'église est à nef unique, sans chapelles, et avec chevet de plan carré à angles arrondis. Le chœur est couvert d'un berceau en plein-ceintre et la nef de voûtes d'arêtes. Sa cuve baptismale est une niche dans une pierre dans la partie ouest dans du mur nord. 

## Peintures murales
Les murs, et certainement la voûte, du chœur, ont reçu un décor organisé en panneaux avec différentes scènes indépendantes les unes des autres au XVIIe siècle.
Le peintre Cyprien-Antoine Calmon qui était intervenu à partir de 1874 sur les peintures de la cathédrale de Cahors en retrouvant les peintures murales médiévales, a travaillé sur les peintures de l'église à la demande de l'évêque Grimardias à la même époque.

## Vitraux
Mgr Grimardias a offert le vitrail de la Crucifixion sur lequel on peut voir ses armes.

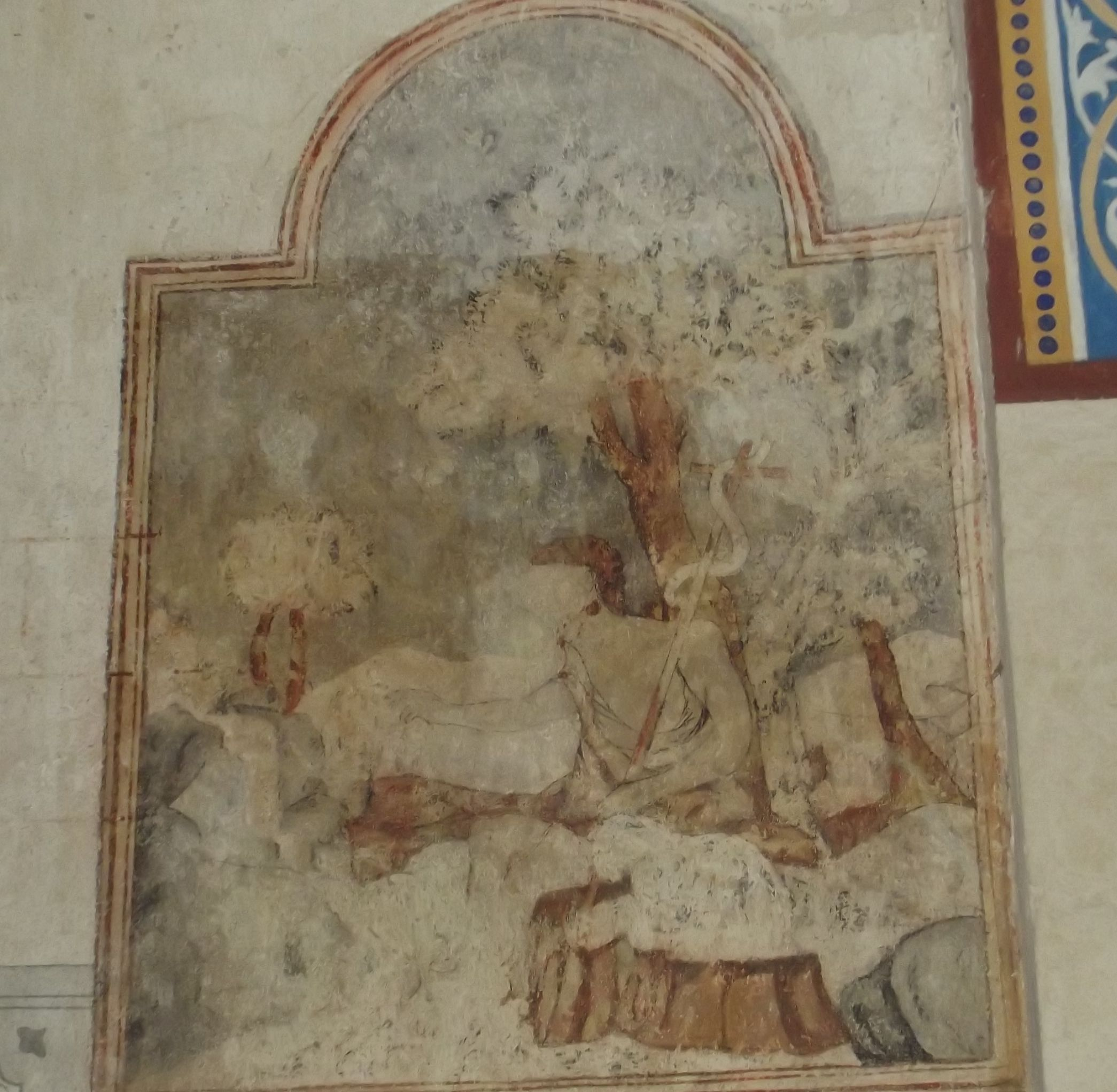
Peinture du XVIIe siècle
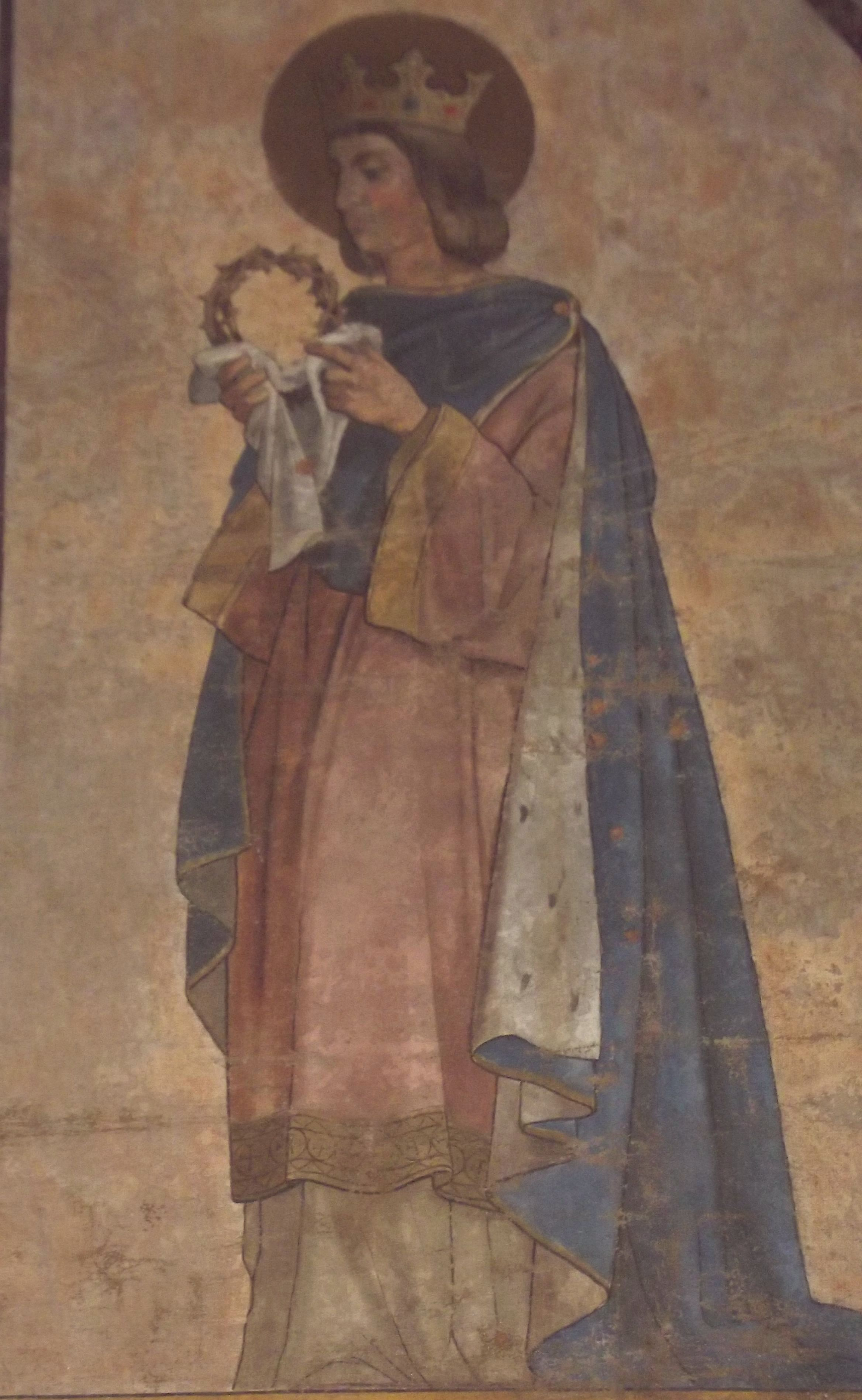
Peinture de Cyprien-Antoine Calmon
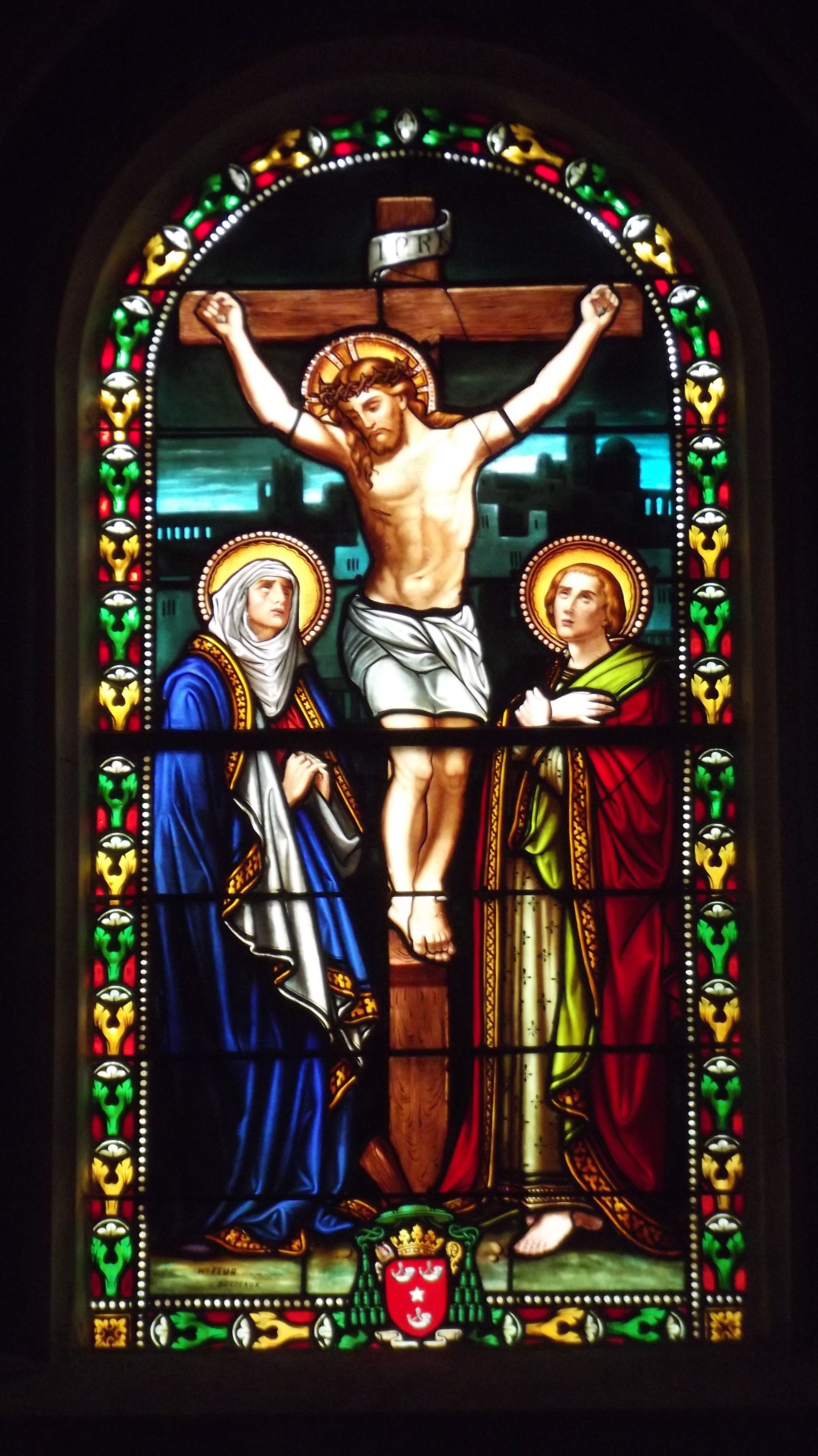
Vitrail de la Crucifixion offert par l'évêque Gimardias